# Isaac Vossius

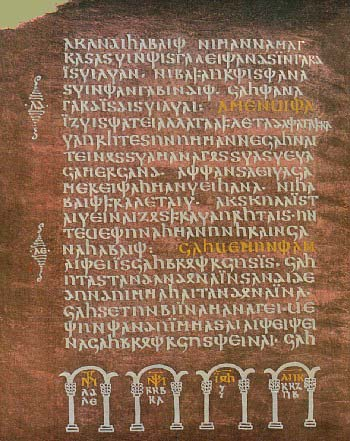
Codex Argenteus

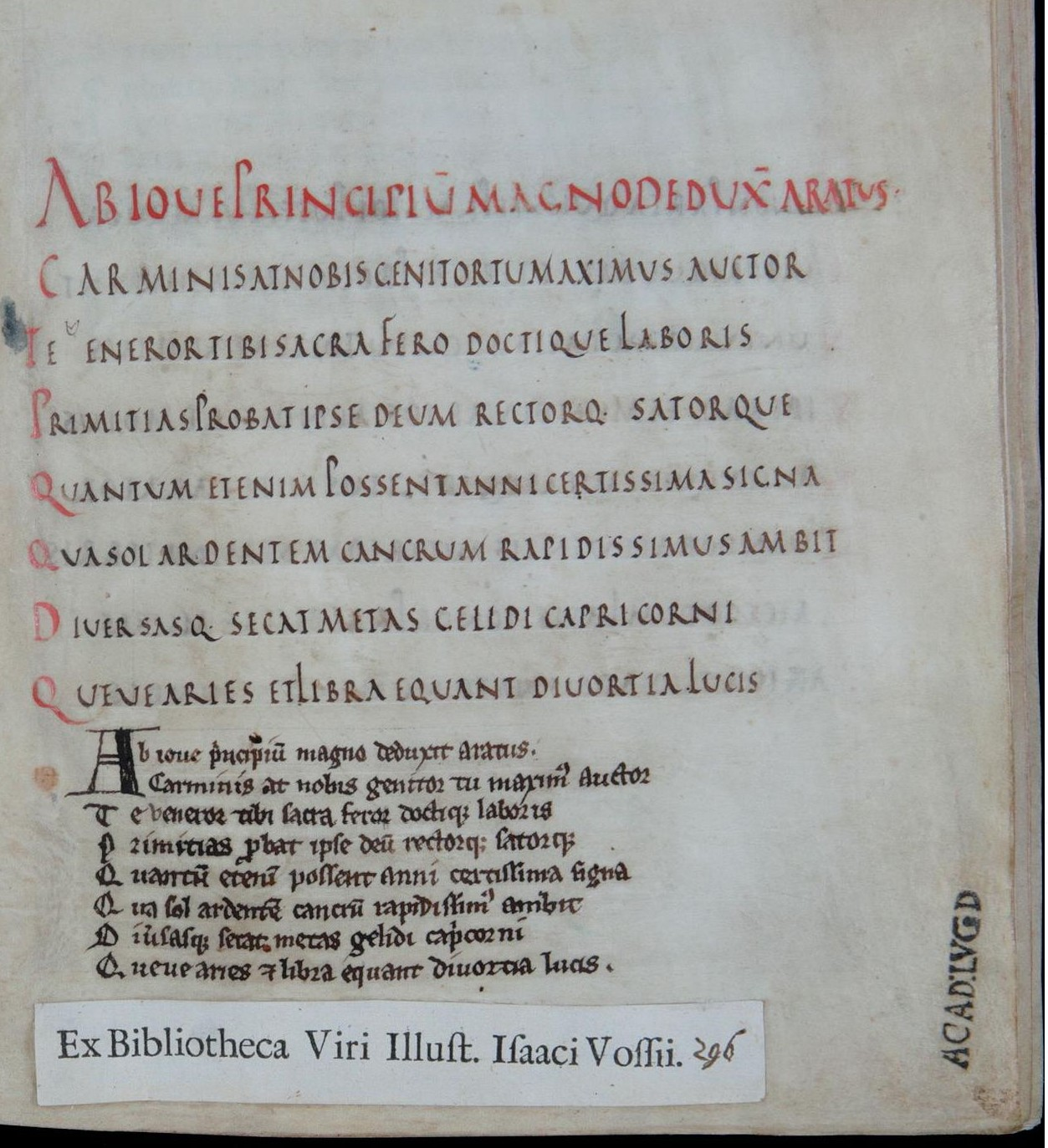
Folio uit de Leidse Aratea

Isaac Vossius (Leiden, 1618 – Londen, 21 februari 1689) was een Nederlandse filoloog, libertijn, deïst en verzamelaar van boeken en handschriften. Vossius publiceerde een aanstootgevend boek over de ouderdom van de aarde, bewoog zich op het pad van de radicale bijbelkritiek, speculeerde over de aard van het licht, deed telescopische observaties, en bracht in opdracht van de VOC advies uit over tropische moessons samen met Coenraad van Beuningen. Vossius schreef ook theoretische verhandelingen over muziek. 

## Biografie

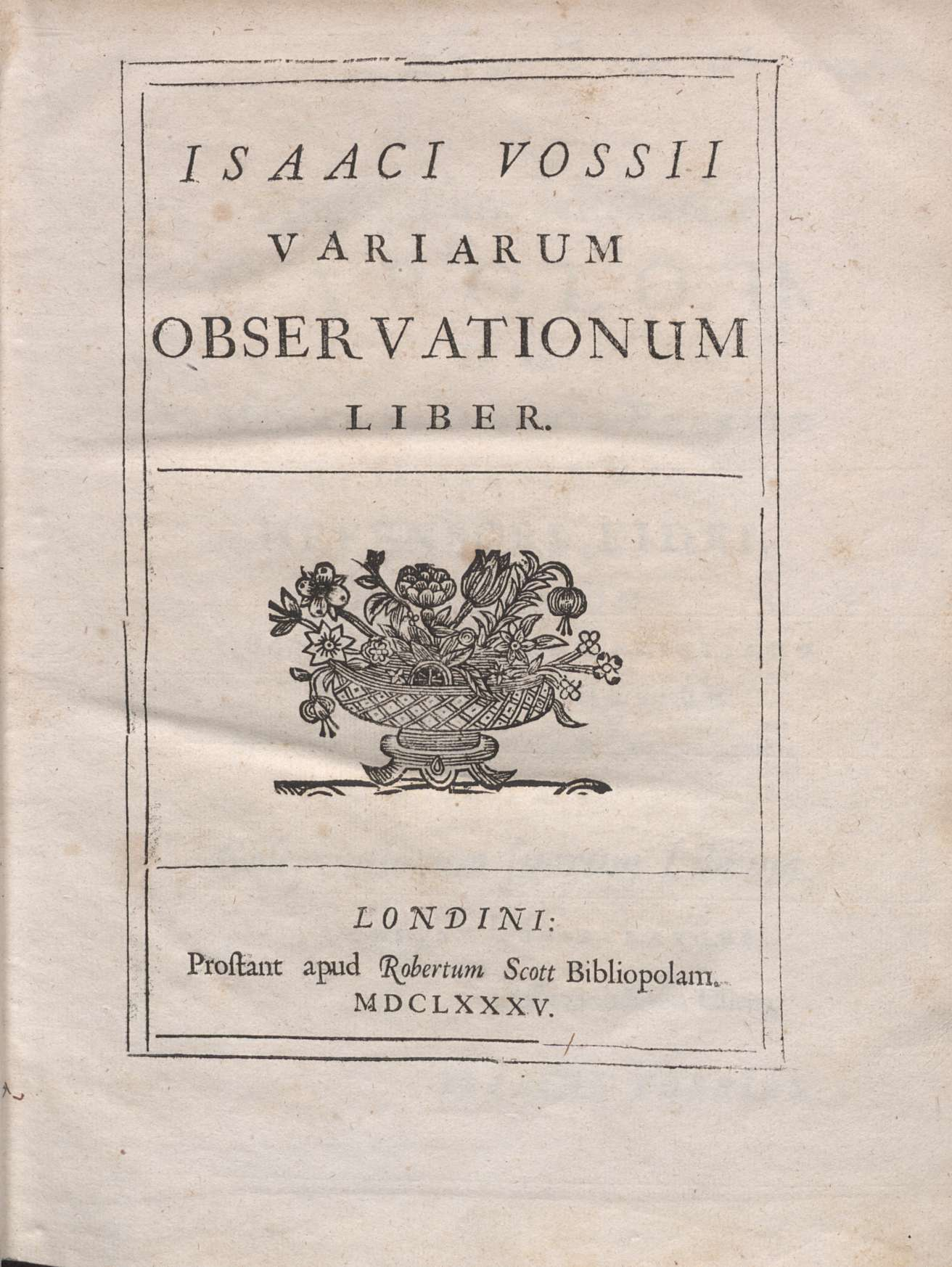
Variarum observationum liber, 1685

Zijn vader was Gerhard Johannes Vossius, die in 1631 aan het Athenaeum Illustre werd aangesteld. Hij kwam met vrouw en acht kinderen van Leiden naar Amsterdam. Isaac nam al op jonge leeftijd kennis van het Grieks, het Arabisch en de antieke geografie. In 1641 begon Vossius een Grand tour door Europa waarbij hij een belangrijk netwerk van geleerden opbouwde, onder andere in Parijs met Hugo de Groot, die daar Zweeds ambassadeur was, en Denis Pétau. Hij promoveerde aan de universiteit van Orléans (1644), net als Michiel Hinloopen. In hetzelfde jaar vertrok hij naar Amsterdam, waar hij stadsbibliothecaris werd als opvolger van zijn broer Mattheus; een functie die hij tot 1648 vervulde. Hij raakte bevriend met Coenraad van Beuningen, maar vertrok in 1649 naar Zweden in gezelschap van Cornelius Tollius, een hoogleraar uit Harderwijk. Hij onderwees Grieks aan Christina I van Zweden, die in het bezit was gekomen van een belangrijke verzameling handschriften, in 1648 geroofd uit de Praagse burcht.
In 1650 was hij terug in Amsterdam en verkocht de boekenverzameling van zijn vader aan Christina op voorwaarde dat hij als hofbibliothecaris in Uppsala werd aangesteld. Dit was een belangrijke periode uit het leven van Vossius. Hij reisde rond met Heinsius en kocht talloze manuscripten aan voor de bibliotheek. De positie van Vossius werd intussen moeilijker, vanwege zijn uitgesproken standpunten over religieuze kwesties met zijn vroegere leermeester Salmasius. In 1654 besloot hij met Christina Zweden te verlaten en reisde met haar naar Antwerpen. Zijn collega Nicolaas Heinsius die ooit Salmasius toegang tot zijn boeken weigerde, bleef achter in Zweden.
In 1655 ontving Vossius vanwege achterstallige betaling een groot aantal manuscripten die Christina had meegebracht, waaronder de Codex Argenteus. Vossius verveelde zich en keerde terug naar Nederland en ging bij zijn moeder en oom Franciscus Junius wonen in 's-Gravenhage. Hij waarschuwde Heinsius in Stockholm dat zijn vriendin Margareta Wullen, de dochter van een Lutherse predikant in Stockholm, zich in Amsterdam als naaktmodel opwierp. Vossius bewoog zich in de kring van Henry Oldenburg waaruit in 1666 de Académie Royale des Sciences zou voortkomen. In 1663 gaf hij het werk uit van Edward Herbert of Cherbury. Vossius werd in 1664 benoemd tot Fellow van de zojuist opgerichte Royal Society. Vossius had veel contact met Nicolaes Witsen over Nova Zembla, dat toen nog niet als eiland werd beschouwd, later zou de vriendschap omslaan in vijandschap. Hij kreeg bezoek van Lorenzo Magalotti en Cosimo III de' Medici en leverde een verslag van Samuel Blommaert over Benin aan Olfert Dapper. De naar Batavia gevluchte professor Johannes Klencke beschreef hij als onnozel en geschift.
In 1670 verkreeg hij een graad in het burgerlijk recht. Hij werd in 1673 als seculiere kanunnik aangesteld in Windsor. Vossius sloot vriendschap met de filosoof Adriaan Beverland. Zijn neef Franciscus Junius stierf in zijn huis. 
Vossius had de Sinicae Historiae gelezen, een werk van Martino Martini, verbonden aan de missie van de jezuïeten in China. Op basis van dat werk viel hij de opvattingen aan van James Ussher. Vossius concludeerde op basis van de Sinicae Historiae, dat de zondvloed slechts een regionaal verschijnsel moest zijn geweest  en ging ervan uit dat de Chinese geschiedenis ouder was dan die van de joden. Vossius bestudeerde de klassieke Chinese filosofie, en roemde Confucius. Karel II van Engeland vond hem maar vreemd omdat hij alles voor waar aannam behalve de bijbel.
Vossius had een belangrijke boekencollectie, deze werd door de erfgenamen in 1690 verkocht aan de Universiteit van Leiden waar ze nu als de Codices Vossiani bewaard worden. De collectie bestaat uit 4000 zeldzame handschriften of boeken, onder andere de Aratea. De diplomaat Hiëronymus van Beverningh viel van een trap toen hij bezig was de boeken te ordenen; hij overleed een week later. Andere handschriften zijn te vinden in de Biblioteca Apostolica Vaticana onder de Codices Reginenses, namelijk de handschriften die hij voor Christina van Zweden verzamelde.

## Werken
Enkele werken zijn onder andere:
- 1646, een uitgave van het werk van Ignatius van Antiochië
- 1659, De vera aetate mundi, over de ouderdom van de Aarde.
- 1661, De septuaginta interpretibus, où il soutient la supputation des Septante
- 1666, De Nili et aliorum fluminum origine
- 1673, De poematum cantu et viribus rhythmi, où il traite de l'alliance de la poésie et de la musique;
- 1679, De Sibyllinis oraculis
- 1684, een uitgave van Catullus
- 1685, Variarum observationum liber
- uitgaven van de geografen Scylax van Caryanda en Pomponius Mela

## Publicaties
- Frans Blok: Isaac Vossius en zijn kring. Zijn leven tot zijn afscheid van koningin Christina van Zweden, 1618-1655. Groningen, Forsten, 1999
- Astrid Balsem: Een biografie van de Bibliotheca Vossiana. Proefschrift Universiteit Leiden, 2020